# Gerhard M. Buurman
Gerhard M. Buurman (* 1961 in Hamburg) ist ein deutscher Designer und Kulturwissenschaftler.

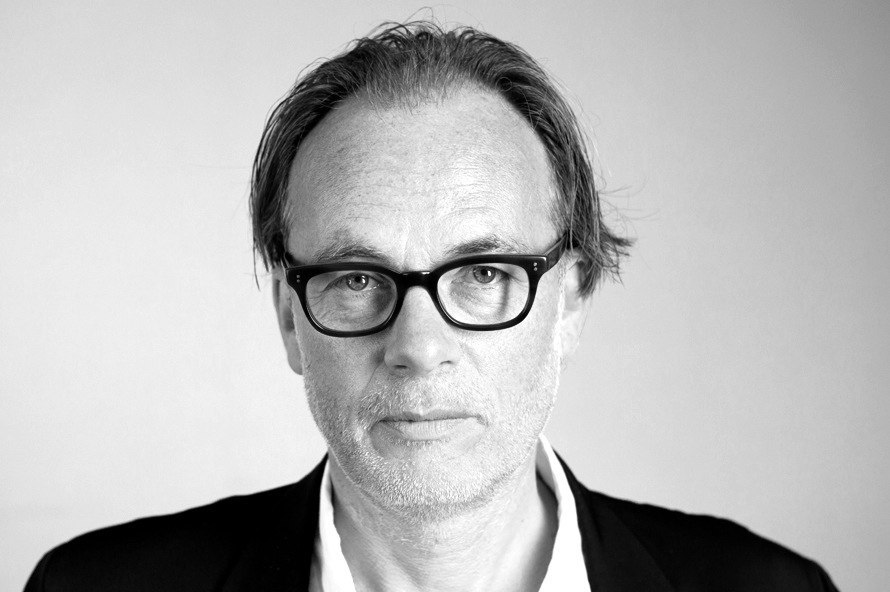
Gerhard M. Buurman

## Leben
Gerhard Buurman absolvierte eine Ausbildung als Gießereimodellbauer bei BMW und studierte von 1986 bis 1992 Industrial Design an der Universität GH Essen. 1994 wurde er in Essen bei Stefan Lengyel und Wolfgang Jonas mit einer kunstwissenschaftlichen Arbeit über die methodischen Aspekte der Nutzung von Online-Technologien im Designprozess, am Beispiel der Produktentwicklung der Ford-Werke AG Köln, zum Dr. phil. promoviert. Er war anschließend Oberassistent der Meisterklasse Industrial Design am Lehrstuhl für Industrial Design von Horst Meru an der Universität für künstlerische und industrielle Gestaltung Linz. 1998 hatte er eine Gastprofessur für Interaktive Medien in Linz inne. Gerhard M. Buurman ist Enkel von Otto Buurman.
Gerhard M. Buurman erhielt 1999 einen Ruf für Industrial Design und Designtheorie an die Hochschule für Gestaltung und Kunst Zürich (HGKZ) (ab 2007 Zürcher Hochschule der Künste). Er gründete 1999 den Studienbereich Interaction Design und 2004 den Studienbereich Game-Design. 2005 initiierte Buurman den Aufbau des Swiss Design Institute for Finance and Banking (SDFB), ein Kooperationsprojekt zwischen der ETH Zürich, der Universität Zürich und der Universität St. Gallen. Das SDFB war ein drittmittelfinanziertes Pilotprojekt für die Zürcher Kunsthochschule und arbeitete hauptsächlich mit künftigen Formen der Bank-Kunde-Interaktion. Heute arbeitet Gerhard M. Buurman an der Schnittstelle von Design und Ökonomie. Neben der Hochschularbeit war Gerhard M. Buurman Mit-Gründer von Plasma Design Zürich (2004–2012). Zusammen mit seinem Partner Christian Weber hat er in dieser Zeit Projekte u. a. für James Turrell, ETH Zürich, Verkehrshaus der Schweiz realisiert.
2018 bis 2020 unterrichtet Gerhard M. Buurman an der Hochschule Pforzheim, Fakultät für Gestaltung im Masterstudiengang Future (of) Making in den Bereichen Designdenken, Designtheorie.
Seit 2021 experimentiert Gerhard M. Buurman am Institut für Denkformen mit den Themen „Modellwelten“ und „Weltmodelle“.

## Schriften (Auswahl)
- Gerhard M. Buurman (Hrsg.): Total Interaction. Birkhäuser, Basel 2005. ISBN 978-3-7643-7076-3, OLCL Number: 249147565
- Gerhard M. Buurman et al. Roden Crater Interactive. In: Ursula Sinnreich: James Turrell: Geometrie des Lichts. Ostfildern: Hatje Cantz 2009. ISBN 978-3-7757-2369-5,  OCLC Number: 310156690
- Gerhard M. Buurman, Stephan Trüby (Hrsg.): Geldkulturen. Wilhelm Fink, München 2014. ISBN 978-3-7705-5461-4, OLCL Number: 827086085
- Gerhard M. Buurman, Marc Rölli (Hrsg.): Eigenlogik des Designs. Niggli, Sulgen 2016. ISBN 978-3-7212-0931-0, OCLC Number: 894691829
- Gerhard M. Buurman, Marc Rölli (Hrsg.): The Intrinsic Logic of Design. Niggli, Sulgen 2016. ISBN 978-3-7212-0933-4, OCLC Number: 46858728
- Gerhard M. Buurman: Eine Vorlesungsreihe zum Thema Design und Ökonomie. 2015. ISSN 2297-7066, Schweizerische Nationalbibliothek
- Achtzig Tage. Ein Lesebuch für die Zielgruppe. postmodular, Konstanz 2022, ISBN 978-3-9824809-0-9.